# Venancio Pulgar
Venancio Pulgar, (Maracaibo, estado Zulia, Venezuela, 7 de noviembre de 1838 - Caracas, Distrito Capital, Venezuela, 8 de octubre de 1897) fue un caudillo y militar venezolano.

## Biografía
Su padres fueron Venancio López del Pulgar y María del Rosario Roldán. En 1862 se enfrenta y logra dominar una revuelta en contra de José Antonio Páez, y abandera un gobierno con Páez a la cabeza, pero sin Pedro José Rojas, con quien tenía diferencias. En este tiempo conoce a Jorge Sutherland quien lo convence de enrolarse en el bando de los federalistas. No obstante Pulgar además de ello, declara la independencia fiscal y política del Zulia. El 20 de marzo de 1863 se proclama la federación en el estado Zulia, nombrándose a Pulgar como jefe de armas y a Sutherland como gobernador civil, pero luego de alcanzada esta meta, Sutherland, apoyado por Juan Crisóstomo Falcón, inhabilita políticamente a Pulgar y tuvo que exiliarse en la isla de Curazao.
Pulgar intentó retomar el Zulia en distintas ocasiones, siendo en 1866 herido, hecho prisionero y remitido a Caracas. Sin embargo en 1868 estalla la Revolución azul y Pulgar participando en el bando revolucionario, logra la toma de Caracas, valiéndole ascensos militares entre los que destaca Jefe de Operaciones en el Zulia y los Andes.
En 1869 Pulgar entra en pugna con el gobierno de los Azules por la pretensión de estos de centralizar la aduana de Maracaibo, en consecuencia el 20 de mayo de 1869, Pulgar desconoce al gobierno nacional y proclama la autonomía del estado Zulia, pero fue el intento fue sofocado por José Ruperto Monagas. Pulgar, prisionero en Puerto Cabello, logra subvertir a la guarnición que consistía en el último bastión contra el recién instaurado gobierno de Antonio Guzmán Blanco. Pulgar firma un documento en el que expresa defender la autonomía local y sus poderes políticos locales.

¡Viva la independencia de Maracaibo!.... ¿Qué puede unirnos ya a esa República (Venezuela) contradictoria que soporta humillada con la resignación del esclavo vil, una dictadura que se organiza como para ser interminable, sin vergüenza ni temor de la historia? (sigue): Rompamos los lazos: ¡Proclamemos la Independencia de Maracaibo!.

Ya en libertad, Pulgar, bajo las órdenes de Antonio Guzmán Blanco, gobierna el estado Zulia entre 1870 y 1874. En 1874, fue enviado a Francia en funciones diplomáticas. En 1878, tras la salida de la presidencia de Guzmán Blanco y la elección como presidente de Francisco Linares Alcántara, fue expulsado del país. Sin embargo, al año siguiente, con el retorno del guzmancismo al poder, Pulgar es nombrado gobernador del Distrito Federal. 

## Últimos años
En 1884, Venancio Pulgar rompió nuevamente con Antonio Guzmán Blanco, debido al favoritismo de este por Joaquín Crespo, quien finalmente fue el presidente constitucional para el período 1884-1886. Enemigo declarado de Joaquín Crespo, se alzó contra este pero fue derrotado, ante lo cual tuvo que exilarse en República Dominicana. En 1888, regresó al país, ocupando a partir de este momento una importante posición en el seno del Partido Liberal Amarillo, figurando como vocal del Gran Consejo Militar creado por Crespo en 1893. Luego de su muerte en 1898, sus restos fueron inicialmente sepultados en el Cementerio General del Sur, pero luego fueron exhumados el 19 de enero de 1995 para ser trasladados al Panteón de la Zulianidad, en Maracaibo.